# Saint-Michel-de-Double
Saint-Michel-de-Double is een gemeente in het Franse departement Dordogne (regio Nouvelle-Aquitaine) en telt 242 inwoners (2019). De plaats maakt deel uit van het arrondissement Périgueux.

## Geografie
De oppervlakte van Saint-Michel-de-Double bedraagt 28,5 km², de bevolkingsdichtheid is 9,8 inwoners per km².
De onderstaande kaart toont de ligging van Saint-Michel-de-Double met de belangrijkste infrastructuur en aangrenzende gemeenten.

## Demografie
Onderstaande figuur toont het verloop van het inwonertal (bron: INSEE-tellingen).